# ボイド郡 (ネブラスカ州)
座標: 北緯42度54分 西経98度46分 / 北緯42.90度 西経98.77度
ボイド郡（英: Boyd County）は、アメリカ合衆国のネブラスカ州にある郡。2000年時点の人口は2,438人で、郡庁所在地はビュート (Butte)。ボイド郡はスーザン・クラギン（Susan Cragin）が2007年に発表した著書『ニュークリア・ネブラスカ』の舞台になっていて、彼女は著書の中で現地の住民らによる核施設建設の反対運動の経緯を述べている。
ネブラスカ州のナンバープレートで、ボイド郡の車両は最初の数字が63になっている。これは1922年にナンバープレートの制度を確立した際、ボイド郡の車両登録台数が州内の郡のなかで63番目に多かったからである。

## 歴史
ボイド郡は1891年に組織され、ネブラスカ州知事のジェイムズ・E・ボイドにちなんで名付けられた。

## 地理
アメリカ合衆国国勢調査局によると、この郡は総面積1,410 km2 (545 mi2) である。このうち1,399 km2 (540 mi2)が陸地で、12 km2 (5 mi2) が川や湖などの水地域である。総面積のうちの0.83%が水地域となっている。
ボイド郡はネブラスカ州のアウトバック（内陸部）に位置している。

### 隣接する郡
- チャールズミックス郡 (サウスダコタ州)（東）
- ノックス郡（南東）
- ホルト郡（南）
- ロック郡（南西）
- ケヤパハ郡（西）
- グレゴリー郡 (サウスダコタ州)（北西）

### 国立保護区
- カール・E・ムント国立野生生物保護区（部分管轄）
- ミズーリ国立レクリエーショナル河川（部分管轄）

## 人口動静

2000年国勢調査時の郡の人口ピラミッド

2000年の国勢調査によると、ボイド郡には2,438人、1,014世帯、及び670家族が暮らしている。人口密度は2/km2 (4/mi2) で、1/km2 (3/mi2) の平均的な密度に1,406軒の住居が建っている。この郡の人種の構成は白人98.89%、黒人（アフリカ系アメリカ人）0.57%、アジア系0.16%、先住民と太平洋諸島系、その他の人種はおらず、混血は0.37%で、0.08%の人々がヒスパニックまたはラテン系である。郡の住民の45.2%がドイツ系、10.0%がアメリカ系、9.3%がチェコ系、7.8%がアイルランド系、6.9%がイングランド系、5.9%がスウェーデン系移民の子孫である。
ボイド郡に住む1,014世帯のうち、29.00%は18歳未満の子どもと暮らしており、59.40%は夫婦で生活している。3.70%は未婚の女性が世帯主であり、33.90%は家族以外の住人と同居している。32.00%は独居で、全世帯の19.60%は65歳以上の独居老人世帯である。1世帯あたりの平均人数は2.36人であり、家庭の場合は2.98人である。
郡の住民は25.00%が18歳未満の子どもで、18歳以上24歳以下が5.40%、25歳以上44歳以下が21.20%、45歳以上64歳以下が24.10%、および65歳以上が24.30%となっている。平均年齢は44歳である。女性100人に対して男性は93.30人いて、18歳以上の女性100人に対しては男性は94.60人いる。
郡の世帯ごとの平均収入は26,075米ドルで、家族ごとでは32,000米ドルである。男性の20,859米ドルに対して女性は17,688米ドルの平均的な収入がある。この郡の一人当たりの収入 (per capita income) は13,840米ドルである。総人口の15.20%、家族の12.90%は貧困線以下である。18歳未満の子どもの19.60%及び65歳以上の11.20%は貧困線以下の生活を送っている。

## 村
- アノーカ (en:Anoka, Nebraska)
- ブリストウ (en:Bristow, Nebraska)
- ビュート (en:Butte, Nebraska)
- グロス (en:Gross, Nebraska)
- リンチ (en:Lynch, Nebraska)
- モノウィ (en:Monowi, Nebraska)
- ナパー (en:Naper, Nebraska)
- スペンサー (en:Spencer, Nebraska)

## 郡区
- ベイスン (en:Basin Township, Boyd County, Nebraska)
- ブリストウ (en:Bristow Township, Boyd County, Nebraska)
- ブッシュ (en:Bush Township, Boyd County, Nebraska)
- ビュート (en:Butte Township, Boyd County, Nebraska)
- リンチ (en:Lynch Township, Boyd County, Nebraska)
- マッカレー (en:McCulley Township, Boyd County, Nebraska)
- モートン (en:Morton Township, Boyd County, Nebraska)
- ミューレン (en:Mullen Township, Boyd County, Nebraska)
- スペンサー (en:Spencer Township, Boyd County, Nebraska)